# Dictyna crosbyi
Dictyna crosbyi là một loài nhện trong họ Dictynidae.
Loài này thuộc chi Dictyna. Dictyna crosbyi được Willis J. Gertsch & Mulaik miêu tả năm 1940.